# Carelis Rojas
Carelis Rojas (27 febbraio 1994) è una pallavolista statunitense, palleggiatrice delle Criollas de Caguas.

## Carriera

### Club
La carriera di Carelis Rojas inizia nei tornei scolastici portoricani, giocando per il Colegio Carmen Sol, mentre dopo il diploma è di scena nei tornei universitari statunitensi di NJCAA Division I con il Miami Dade College.
Dopo un periodo di inattività, inizia la carriera da professionista in patria, partecipando alla Liga de Voleibol Superior Femenino 2017 con le Valencianas de Juncos. Ritorna in campo per il campionato 2019, nel quale conquista lo scudetto con le Criollas de Caguas, franchigia alla quale è legata anche nel campionato seguente. Dopo aver disputato la Liga de Voleibol Superior Femenino 2021 con le Grises de Humacao, per l'edizione seguente del torneo viene ingaggiata dalle Changas de Naranjito.
Poco dopo l'inizio della Liga de Voleibol Superior Femenino 2023 rientra in forza alle Criollas de Caguas.